# Пръстенчатоклюна чайка
Пръстенчатоклюната чайка (Larus delawarensis) е птица от семейство Чайкови (Laridae). Среща се и в България.